# Ente Nacional de Obras Hídricas de Saneamiento
El Ente Nacional de Obras Hídricas de Saneamiento (ENOHSA) de Argentina fue un ente del gobierno nacional dependiente del Poder Ejecutivo por intermedio del Ministerio de Economía.
Fue creado en 1995 por ley n.º 24 583 del Congreso Nacional, como organismo de la Secretaría de Obras Públicas y Comunicaciones del Ministerio de Economía y Obras y Servicios Públicos de la Nación.
En diciembre de 1999 pasó al ámbito del Ministerio de Infraestructura y Vivienda. En febrero de 2002 pasó a la Secretaría de Obras Públicas (dentro de la Presidencia de la Nación). Esta secretaría fue transferida al Ministerio de Planificación Federal, Inversión Pública y Servicios en mayo de 2003 y después al Ministerio del Interior, Obras Públicas y Vivienda en diciembre de 2015.
A partir del 10 de diciembre de 2023 la Secretaría de Obras Públicas fue trasladada al Ministerio de Economía.
En el mes de octubre de 2024, este ente fue disuelto.

## Nómina de Administradores Nacionales
| Administradores Nacionales | Partido | Partido               | Periodo                                          | Presidente        |
| -------------------------- | ------- | --------------------- | ------------------------------------------------ | ----------------- |
| Luis Germán Jahn           |         | Independiente         | 28 de enero de 2016-10 de diciembre de 2019      | Mauricio Macri    |
| Enrique Tomás Cresto       |         | Partido Justicialista | 18 de enero de 2020-24 de sepriembre de 2022     | Alberto Fernández |
| Néstor Fabián Álvarez      |         | Partido Justicialista | 24 de septiembre de 2022-10 de diciembre de 2023 | Alberto Fernández |